# Historien om en moder
 For alternative betydninger, se Historien om en moder (flertydig). (Se også artikler, som begynder med Historien om en moder)
Historien om en moder er et eventyr skrevet af H.C. Andersen. Eventyret er skrevet i 1847 i den litterære periode romantikken. Eventyret blev udgivet første gang på engelsk i december 1847 som "The Story of a Mother" og udkom året efter på dansk som en del af H.C. Andersens Nye Eventyr. Andet Bind. Anden Samling.

## Handling
En mor mister sit barn, da Døden kommer og tager det om natten. Fast besluttet på at få det tilbage, begiver hun sig ud på en rejse for at finde Døden og redde sit barn. Undervejs må hun ofre meget – sit blod, sit smil og endda sine øjne – og møder væsener som natten, tornebusken og søen, som hver kræver en pris for at hjælpe hende. Da hun endelig konfronterer Døden i drivhuset med sjæleplanter, vælger hun ikke at kræve barnet tilbage med magt, men overlader dets skæbne til Guds vilje.

## Filmatiseringer
Eventyret er blevet filmatiseret ved flere lejligheder, bl.a. ved:
- Historien om en Moder (1949) produceret og instrueret af Max Louw
- Historien om en moder (1963) instrueret af Erik Kirchner, Erik Mortensen og Jørgen Thoms
- Historien om en moder (film fra 1977), en dukkefilm/kortfilm instrueret af Jørgen Vestergaard
- Historien om en moder (film fra 1979), en spillefilm instrueret af Claus Weeke med Anna Karina og Tove Maës
- Historien om en mor (2005): Tv-film instrueret af Svend Ploug Johansen.

## Referener
1. ↑  Historien om en Moder, gyldendal.dk